# Габор Фодор
Габор Фодор (Ґабор Фодор, угор. Fodor Gábor; *27 вересня 1962, Дьєндьєш) — міністр освіти Угорщини, юрист, ліберальний політичний діяч.

## Біографія
Фодор колишній президент Альянсу вільних демократів (SZDSZ), займав цю посаду в 2008-2009. Пішов у відставку через результати виборів до Європейського Парламенту в 2009 в Угорщині. Обіймав посаду міністра освіти в 1994-1995 і міністра охорони навколишнього середовища і води в 2007-2008.
Він був обраний на внутрішніх виборах SZDSZ на посаду лідера партії в червні 2008 з 346 голосами «за» і 344 «проти». Ці вибори були незапланованими, викликані проблемами навколо перевірки результату попереднього голосування.
Фодор був членом-засновником політичної партії Fidesz (Угорський Цивільний Союз), проте покинув її ряди в 1993.